# Cantone di Astaffort
Il Cantone di Astaffort era una divisione amministrativa dell'arrondissement di Agen.
È stato soppresso a seguito della riforma complessiva dei cantoni del 2014, che è entrata in vigore con le elezioni dipartimentali del 2015.
Comprendeva i comuni di:
- Astaffort
- Caudecoste
- Cuq
- Fals
- Layrac
- Saint-Nicolas-de-la-Balerme
- Saint-Sixte
- Sauveterre-Saint-Denis